# Haaretz

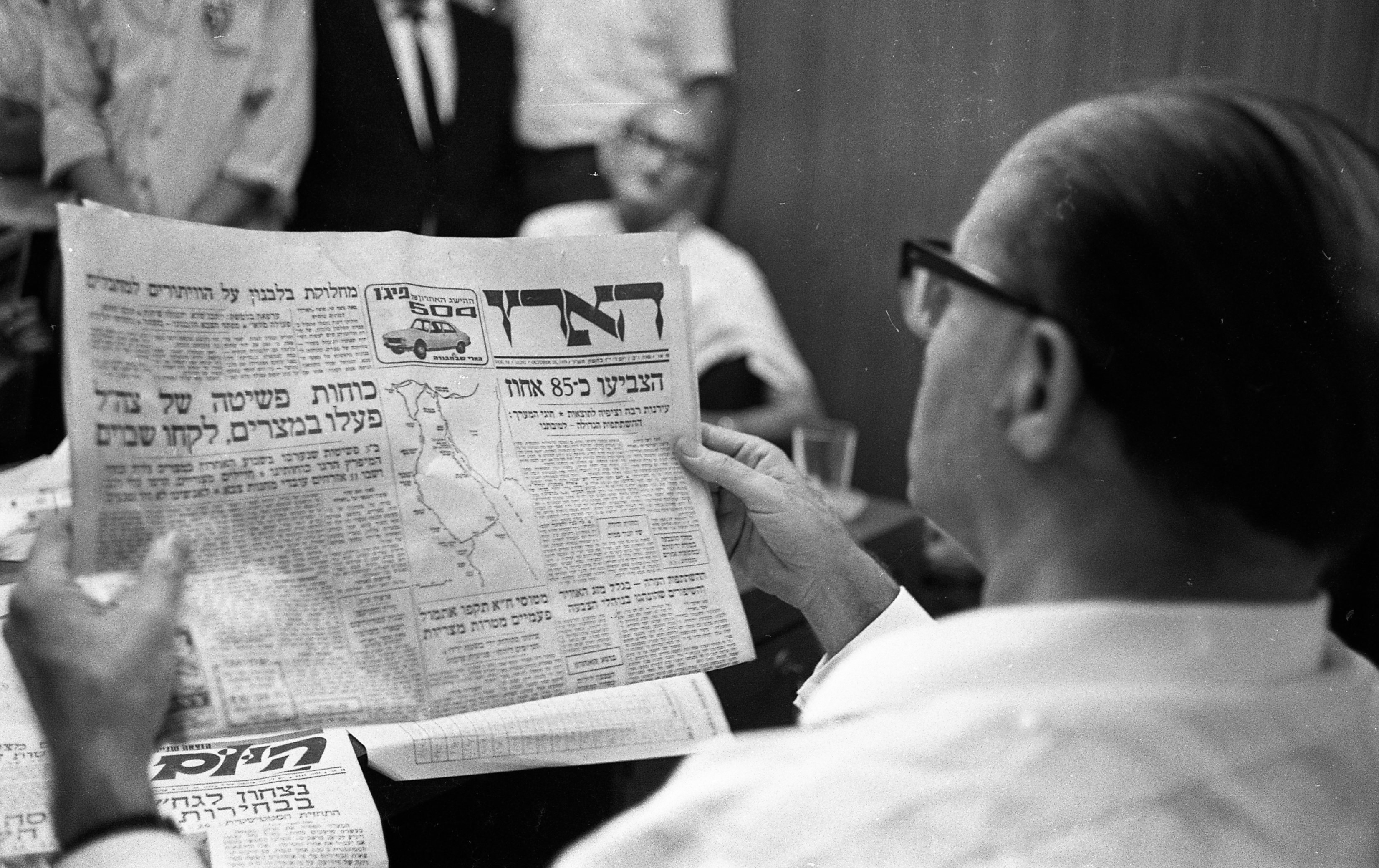
Menahem Begin leyendo Haaretz, 1969

Haaretz (en hebreo: הָאָרֶץ‎, «La Tierra», en referencia a la Tierra de Israel) es un periódico israelí fundado en 1919. Se publica en hebreo, con una versión abreviada en inglés que se distribuye como anexo de la edición del International Herald Tribune en Israel. En Internet existen versiones en hebreo e inglés. 
En un inicio, su título era Ḥadshot Haaretz (en hebreo: חַדְשׁוֹת הָאָרֶץ‎, AFI: [χadˈʃot haˈʔaʁets], «Noticias de la Tierra [de Israel]»). La línea editorial del periódico fue definida por Gershom Schocken, su redactor-jefe entre 1939 y 1990. Ha'aretz pertenece a la familia Schocken. En la actualidad dirigen el periódico Dov Alfon y Tami Litani, que sustituyeron a Janoj Marmari y Yoel Esterón en abril de 2004. 
En comparación con los dos mayores diarios en hebreo, Maariv y Yedioth Ahronoth, Ha'aretz tiene artículos más largos, tipo de letra más pequeña, menos fotografías y más espacio dedicado a ciencia y literatura. Su visión respecto al conflicto árabe-israelí es cercana a la de la izquierda política de Israel, en especial en lo que se refiere a los reportajes de Amira Hass y Gideon Levi. Haaretz apoyó decididamente los Acuerdos de Oslo con la OLP. La postura del periódico en el espectro religioso de Israel es marcadamente secular. Aunque se da espacio a menudo a asuntos de justicia social (como las columnas de Ruth Sinai en lo referente a estos temas).